# Kozakova Balka, Novoukraiinka
Kozakova Balka (în ucraineană Козакова Балка) este un sat în comuna Liskî din raionul Novoukraiinka, regiunea Kirovohrad, Ucraina.

## Demografie
Componența lingvistică a localității Kozakova Balka
     Ucraineană (94,31%)
     Rusă (3,91%)
     Română (1,78%)
Conform recensământului din 2001, majoritatea populației localității Kozakova Balka era vorbitoare de ucraineană (94,31%), existând în minoritate și vorbitori de rusă (3,91%) și română (1,78%).